# Филипп Вильгельм (курфюрст Пфальца)
Филипп Вильгельм Пфальцский (нем. Philipp Wilhelm von der Pfalz; 24 ноября 1615, Нойбургский замок — 2 сентября 1690, Вена) — пфальцграф Нойбурга с 1653 по 1690 годы, герцог Юлиха и Берга с 1653 по 1679 годы, первый представитель из линии Пфальц-Нойбурга ставший курфюрстом Пфальца с 1685 по 1690 годы. Единственный сын пфальцграфа Нойбурга Вольфганга Вильгельма и Магдалены Баварской. 

## Биография
В 1685 году, после смерти своего кузена-протестанта, курфюрста Пфальца Карла II, унаследовал курфюршество. Так как он был католиком, Пфальц изменил официальную религию. На Пфальц претендовала также  Елизавета Шарлотта, супруга брата короля Людовика XIV, Филиппа Орлеанского. На этом основании Франция в сентябре 1688 года ввела свои войска в Пфальц, что послужило предлогом для начала войны за Пфальцское наследство.

## Семья
Филипп Вильгельм был дважды женат. Его первой женой была Анна Екатерина Констанция Ваза (1619—1651), дочь короля Польши Сизигмунда III. Анна Екатерина родила в 1645 году единственного сына, который вскоре умер.
В 1653 году женился на Елизавете Амалии Гессен-Дармштадтской (1635—1709), дочери Георга II. Супруги имели 17 детей, из которых выжили:
- Элеонора Магдалена (1655—1720) в 1676 вышла замуж за императора Леопольда I;
- Иоганн Вильгельм (1658—1716), курфюрст Пфальца в 1690—1716;
- Вольфганг Георг (1659—1683);
- Людвиг Антон (1660—1694), епископ Вормса в 1693—1694;
- Карл Филипп (1661—1742), курфюрст Пфальца в 1716—1742;
- Александр Сигизмунд (1663—1737), князь-епископ Аугсбурга в 1691—1737;
- Франц Людвиг (1664—1732), архиепископ и пфальцграф Трира в 1716—1729 и Майнца в 1729—1732;
- Фридрих Вильгельм (1665—1689), генерал армии императора;
- Мария София (1666—1699) в 1687 вышла замуж за короля Португалии Педру II;
- Мария Анна (1667—1740), в 1690 вышла замуж за короля Испании Карла II;
- Филипп Вильгельм (1668—1693) в 1690 женился на Марии Анне Саксен-Лауэнбургской;
- Доротея София (1670—1748) в 1690 вышла замуж за герцога Пармского Одоардо Фарнезе, мать Изабеллы Фарнезе;
- Гедвига Елизавета (1673—1722) в 1691 вышла замуж за Якуба Людвига Собеского;
- Леопольдина Элеонора (1679—1693) была обручена с курфюрстом Баварии Максимилианом II.